# FK Zlatibor Voda
FK Zlatibor Voda (srpski: ФK Злaтибop Boдa) je srbijanski nogometni klub iz Horgoša. Osnovan je 2005. godine.
Kad se završila sezona 2007./2008. Srpske lige Vojvodine, Spartak iz Subotice se spojio sa Zlatibor Vodom koja se te sezone plasirala u Prvu ligu Srbije, drugi jakosni razred srbijanskog nogometa, čime je nastao klub Spartak Zlatibor Voda.
Srpnja 2008. je godine čelnikom kluba postao poznati nogometaš Zoran Kuntić. Prethodne je sezone za taj klub igrao poznati nogometaš Velibor Kopunović.

## Vanjske poveznice
- (srpski) FK Zlatibor Voda  Arhivirana inačica izvorne stranice od 4. listopada 2011. (Wayback Machine)

.